# الثروة المعدنية في موريتانيا

## الحديد
في عقد الخمسينات من القرن العشرين قبيل الاستقلال بدأ استغلال مناجم الحديد في الشمال في منطقة بطاح الزويرات من قبل شركة حديد موريتانيا ميفارما التي صدرت أولى شحناتها من تلك الخامات سنة 1963 م، وهو من النوع الجيد حيث تمثل نسبة التركيز فيه 80,64%، وقد انتقلت حقوق امتيازه من ميفارما بعد تأميمها إلى الشركة الوطنية للصناعة والمعادن سنيم والتي باشرت الإنتاج من حينها حيث وصل إنتاجها في بعض السنوات إلى 12مليون طن من الحديد الخام.

## النحاس
وقد آزر هذا المنجم منجم آخر للنحاس في منطقة أكجوجت ولكنه عرف صعوبات مالية سببت توقفه عن الإنتاج منذ منتصف السبعينات ليحل محله استخلاص الذهب من تلك الخامات في الوقت الراهن، وقد وصل إنتاجها إلى ذروته سنة 1970 حين وصل على 2,870طن.
وتتواصل عمليات التفتيش والمسح الجيولوجي للبحث عن المعادن في البلاد ولقد ثبت من خلال البحوث التي تقوم بها الهيئات العلمية وهيئات التفتيش وجود دلائل ونتائج مشجعة كان آخرها ما أعلنه مكتب البحوث الجيولوجي عن اكتشاف كميات من الذهب في الشمال ووجود دلالات مشجعة في الجنوب.

## الذهب
تتمتع موريتانيا باحتياطي جيد من الذهب حيث أنه يوجد 8 مناجم ذهب رئيسية في البلاد وتتواصل عمليات البحث والتنقيب عن مناجم جديدة وحاليا يوجد منجم نحاس وذهب مشتركين حيث في هذا المنجم يستخرج النحاس والذهب على شكل صخور وبعد ذلك تفصل، وأكبر هذه المناجم هو منجم تازيازت لاستخراج الذهب وهو منجم في الفضاء المفتوح يقع شمال غرب موريتانيا على بعد 300 كيلومتر شمال العاصمة نواكشوط وقد بدأت تازيازت التي تملك أغلب اسهمها شركة «كينروس» الكندية عملياتها التجارية في 2008 وقد بدأت في توسعة منجم الذهب ليصبح ثاني أكبر منجم ذهب في العالم.

## الجبس
توجد كميات من الجبس بالقرب من العاصمة نواكشوط في جهة الشمال وعلى شكل شريط يتراوح طوله ما بين (50-60) كلم وقد باشر الإنتاج والتصدير في الثمانينيات وبلغت الكميات المنتجة منه 1650طن كما يقدّر احتياطه بنحو 20 مليون طن.